# Riccardo Signoretti
Riccardo Signoretti (Pesaro, 29 settembre 1971) è un personaggio televisivo italiano, direttore del settimanale Nuovo.

## Biografia
Nel 1987 inizia a collaborare con l’emittente pesarese Radio Incontro, dove si occupa anche della vendita di spazi pubblicitari.
Nel 1990 inizia a lavorare al quotidiano La Gazzetta di Pesaro nella sezione cronaca e collabora al telegiornale di Tva Telecentro - Odeon. Nel 1992 viene ammesso all’IFG, Istituto per la formazione al giornalismo di Urbino. Nel 1995 diventa giornalista professionista.
Collabora con Noi - il settimanale degli italiani diretto da Gigi Vesigna, che poi lo assumerà al quotidiano Il telegiornale. Dal 1996 al 1998 è redattore capo di Servizi editoriali dove realizza “chiavi in mano” diversi periodici per editori nazionali. Collabora con il settimanale Epoca (Mondadori) e lavora poi come caposervizio al mensile Vera (Gruner + Jarh) e al settimanale Bella (Editoriale donna) nella redazione attualità. Dal 2000 è a Novella 2000 (Rcs) come vicecaporedattore; viene promosso caporedattore e poi caporedattore centrale. Nel 2004 torna free lance e collabora con il settimanale Onda Tv e con il quotidiano Il Giorno (Gruppo Riffeser). Per l’editore Piscopo rilancia il mensile Vip party. Nel 2006 fonda il settimanale Di tutto (Alberto Peruzzo editore), che dirige fino al 2008. Partecipa come opinionista a Buona domenica, condotto da Paola Perego (Canale 5). Nel 2008 l’editore Guido Veneziani gli affida la direzione del settimanale Vero. Alla casa editrice GVE fonda i settimanale Top e Vero Tv. Rilancia anche i settimanali Stop e Vera acquisiti da Veneziani; sempre alla GVE dirige pure i mensili Vero salute e Vero cucina. Nel 2011 l’editore Urbano Cairo lo assume per lanciare il settimanale NUOVO, uscito nel gennaio 2012. Tre anni dopo fonda anche il settimanale Nuovo Tv, dirige Nuovo e Nuovo Tv Cucina e Cucina  mia, oltre allo spin off Nuovo in famiglia che esce due volte l'anno, a dicembre e a luglio. Dal 2000 partecipa a numerose trasmissioni tv, come L'Italia sul 2 (Raidue), Buona domenica, Ballando con le stelle e Unomattina (Raiuno), Pomeriggio cinque, Domenica Live e Live - Non è la d'Urso (Canale 5).

## Programmi televisivi
- Ballando con le stelle (Rai 1, 2013)
- Domenica Live (Canale 5, 2018-2021)
- Pomeriggio Cinque (Canale 5, 2018-2023)